# Гавенвейк-Зейд
Га́венвейк-Зейд (нід. Havenwijk-Zuid) — дільниця (нід. buurt) у нідерландському місті Лейден. Розташована в межах району Бінненстад-Норд.

## Розташування
Дільниця Гавенвейк-Зейд розташована у місцевості, що колись була островом Вардейланд. Обриси цього острова важко побачити на сучасній мапі Лейдена, адже у процесі зростання і розширення міста він був перерізаний низкою каналів. Фактично Гавенвейк-Зейд розташований на шести островах, відокремлених від інших дільниць річкою Ньїве-Рейн і каналами Зейлсінгел і Геренґрахт. По території дільниці також протікають з півночі на південь канали Оран'єграхт, Кейфграхт, Вардграхт, Міннебруерсграхт, Бінненостсінгел та Бінненвестграхт.
На північному сході дільниці розташований парк Анкерпарк, на сході — парк Катунпарк, на південному сході — цвинтар Грунестег.

## Історія
Місцевість, де розташована дільниця Гавенвейк-Зейд, увійшла до меж Лейдена у 1659 році. Її заселяли переважно робітники навколишніх мануфактур, пролетарський характер дільниці добре відображений у топонімах — вулиця Свічкарів (Карсенмакерсстрат), площа Чинбарні (Лойєрсплейн), провулок Гончарів (Поттенбаккерсганг) тощо.

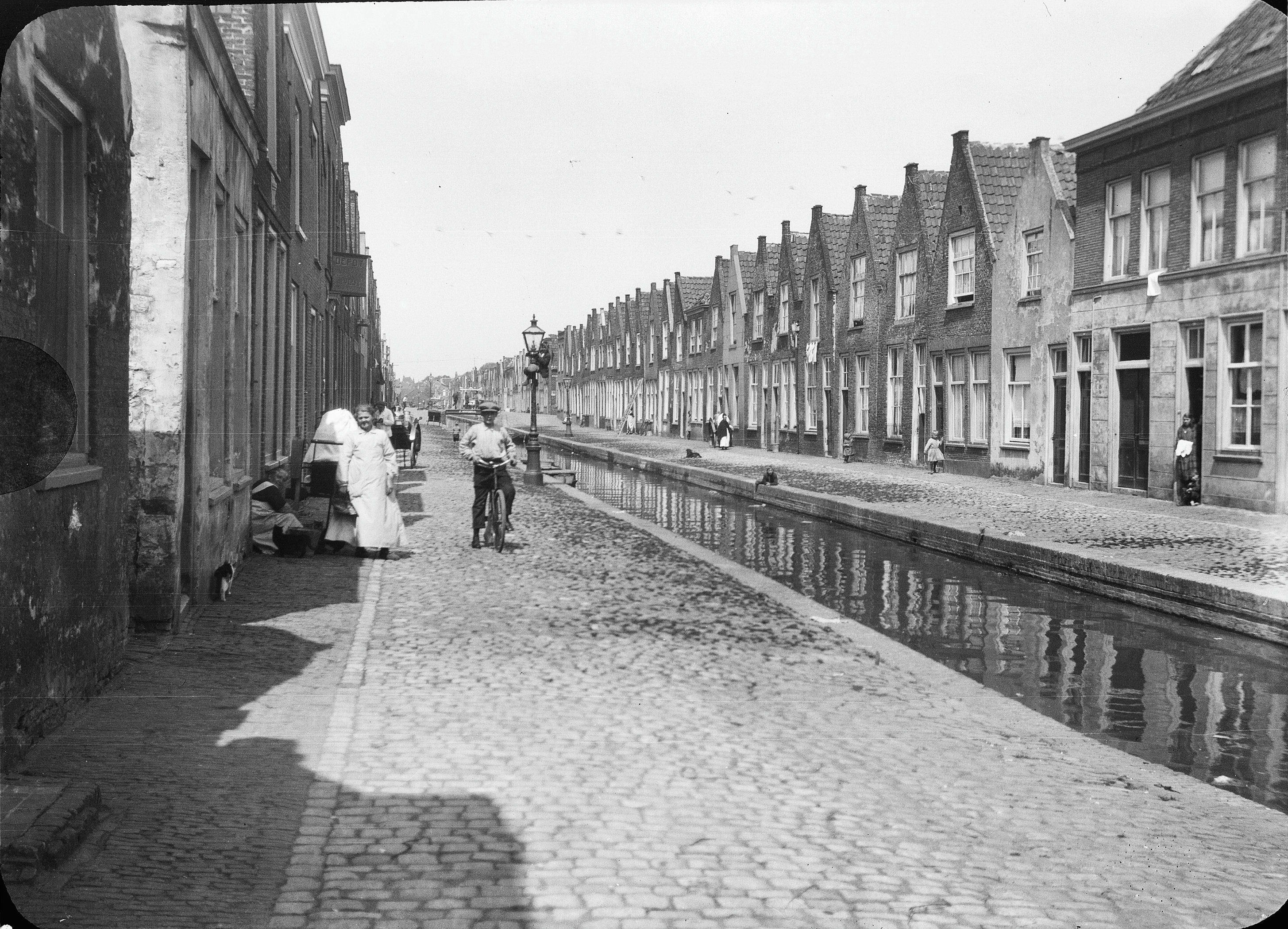
Канал Вардграхт у 1928 році

У XIX столітті в місті почала розвиватися промисловість. У 1835 році на місті сучасного парку Анкерпарк відкрилася Королівська Нідерландська кузня (нід. Koninklijke Nederlandse Grofsmederij), яка виробляла різні металеві вироби — рейки для першої в Нідерландах залізниці Амстердам-Гарлем, якорі та корабельні ланцюги, ґрати і кришки для міських водостоків тощо. Наприкінці XIX століття на сході Гавенвейк-Зейда відкрилася борошномельна фабрика De Sleutels (укр. «Ключі»). Вона стала однією з найбільших у Нідерландах — у 1959 році п'ята частина усіх хлібобулочних виробів у країні вироблялася з борошна з цієї фабрики. Наприкінці XX століття, коли промислові об'єкти переносили за межі міста, фабрика закрилася. У XXI столітті вона є частиною музею Лакенхал і слугує місцем для проведення різних фестивалів, ярмарок, експозицій сучасного мистецтва тощо. У 2011 році з'явився проект із реставрації та перебудови фабрики, з метою перетворення її у повноцінний арт-простір.

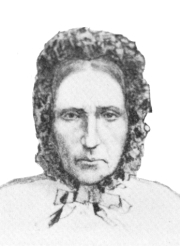
Марія Сваненбург, серійна вбивця

У XVIII–XIX століттях Гавенвейк-Зейд був типовим робітничим районом, забудованим одно- і двоповерховими невеликими будинками. Із 25 тисяч робітників, що жили у Лейдені у XIX столітті, близько 17 тисяч осіб (тобто майже двох третин) мешкали за межею бідності. Більшість з них заселяли саме південний схід тогочасного міста, зокрема, Гавенвейк-Зейд. До початку XX століття міська влада не робила майже нічого для поліпшення умов життя робочих, цими питаннями опікувалися переважно різні благодійні товариства. Так, 1816 року у Гавенвейк-Зейді, на набережній Геренґрахт відкрився перший притулок для незаможних літніх людей, а у 1827 році аналогічний заклад відкрився на південному сході дільниці, на вулиці Карсенмакерстрат. Тут мешкали як самотні літні люди, так і звичайні безпритульні. Притулки надавали своїм мешканцям помешкання, їжу, одяг, маркований спеціальною позначкою, проте вимагали суворого виконання правил поведінки. У 1901 році на Калвермаркті відкрився один з останніх гоф'є в Лейдені — Юффроумаасгоф.
Благодійницька діяльність у Гавенвейк-Зейді має й інший, «темний» бік. Саме тут мешкала Марія Сваненбург, яку прозвали «Добра Мі» (нід. Goeie Mie) за те, що вона постійно допомагала бідним, доглядала дітей та опікувала хворих у своєму кварталі. Насправді, ця жінка у період з 1880 по 1883 рік отруїла арсеном десятки людей, у яких вона служила або якими опікувалася, задля отримання від них спадщини або грошей по страховому полісу. Першими її жертвами стали власні батьки, а точна кількість жертв досі невідома. Відомо, що вона отруїла 102 людини, з яких 27 померли у 1880–1883 роках, а у кримінальній справі згадано 90 епізодів із летальним результатом. Марію Сваненбург занесено до книги рекордів Гіннеса як найуспішнішу отруйницю усіх часів.

### Релігія

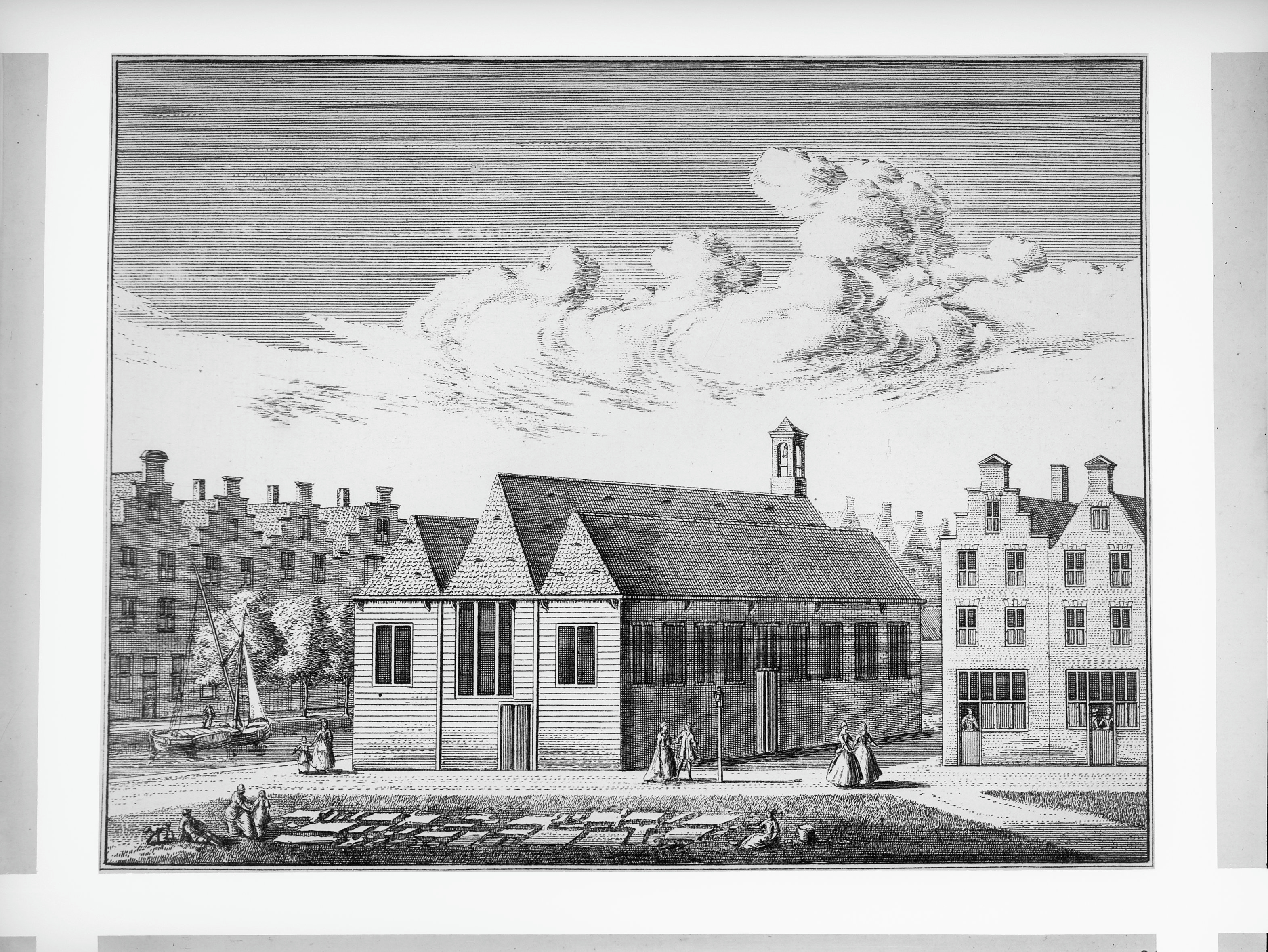
Церква Остеркерк на старовинній гравюрі

У 1663 році у Гавенвейк-Зейді збудували дерев'яну протестантську церкву Вардкерк (Waardkerk), інша назва — Лодскерк (Loodskerk). У 1829 році будівлю церкви зруйнували і замінили новою, кам'яною, проте вже 1898 року церкву закрили, а у середині XX століття зруйнували і будівлю. Церква Вардкерк розташовувалася на набережній каналу Оран'єграхт, про її існування нагадують назви навколишніх вулиць — провулку Вардкеркстег і площі Вардкеркплейн.
У 1898 році на набережній каналу Геренґрахт збудували нову протестантську церкву — Остеркерк (Oosterkerk). Автором проекту був архітектор В. Мулдер. Церкву закрили 1967 року, а 1977 року будівлю розібрали.
У 1811 році король Людовик I Бонапарт заборонив традиційні для того часу поховання у церквах, тому 1813 року у Гавенвейк-Зейді, на березі каналу Зейлсінгел відкрився міський цвинтар. Тут поховано багато відомих мешканців Лейдена, зокрема, міський архітектор Саломон ван дер Паув (Salomon van der Paauw) і мати художника Вінсента ван Гога.

## Транспорт
Територією Гавенвейк-Зейда проходить лише один міський автобусний маршрут № 6, який сполучає центральні райони Лейдена і Лейдердорп.

## Демографія
Станом на 2014 рік у Гавенвейк-Норді мешкало 1 780 осіб, з них 845 чоловіків і 935 жінок. За віком населення розподіляється наступним чином:
- особи у віці до 15 років — 8%,
- особи у віці від 15 до 25 років — 17%,
- особи у віці від 25 до 45 років — 38%,
- особи у віці від 45 до 65 років — 23%,
- особи у віці старше 65 років — 13%.

З усіх мешканців дільниці 41% осіб мають іноземне походження, що значно більше, ніж у середньому по місту (29% усього населення Лейдена). Переважна більшість з них — переселенці з інших європейських країн, які складають 26% населення (проти загальноміських 14%). 15% населення становлять особи неєвропейського походження, основними етнічними групами є марокканці та суринамці (по 2%), турки і вихідці з Антильських островів (по 1% відповідно).

## Пам'ятки історії та архітектури

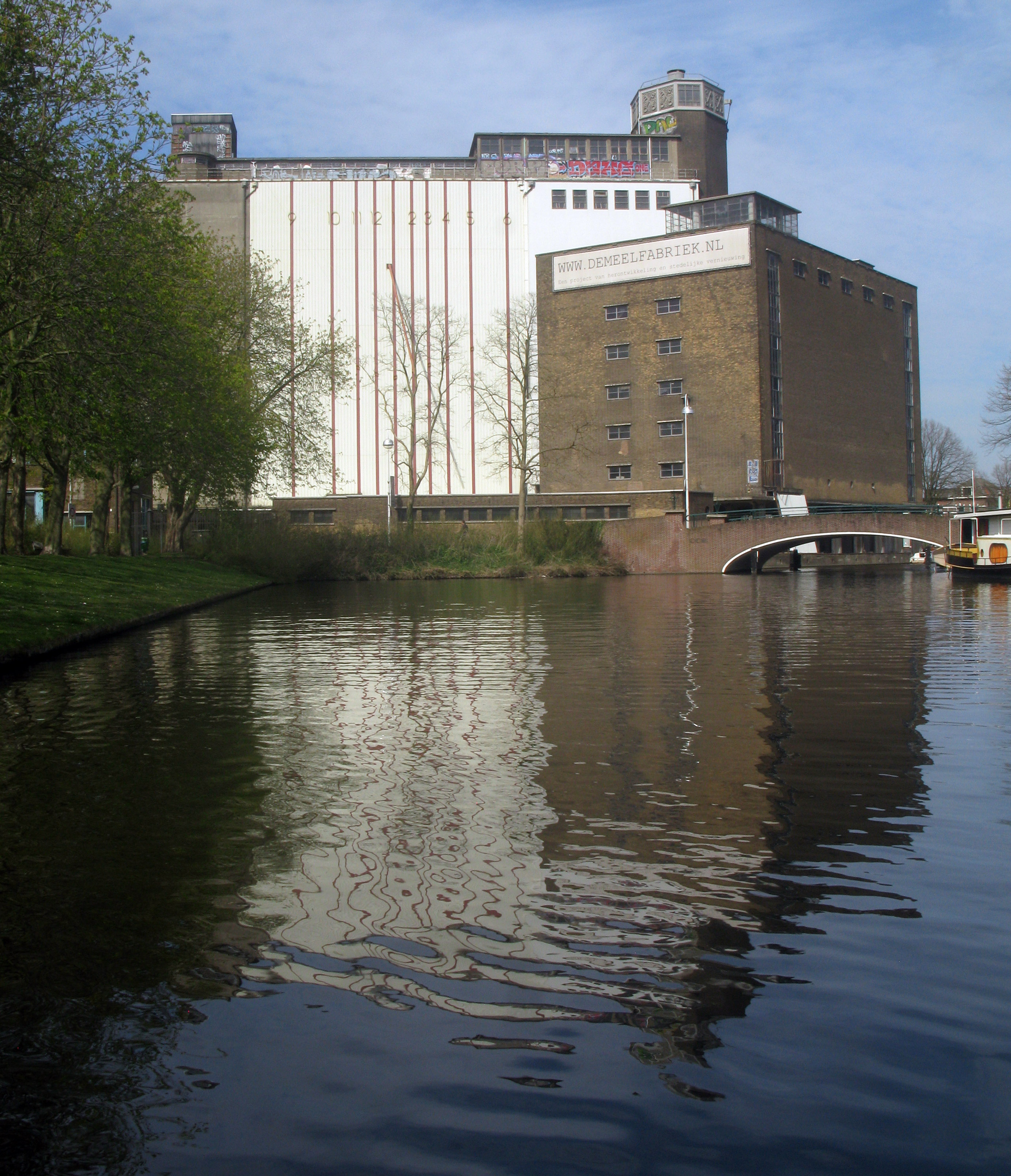
Будівля колишньої борошномельної фабрики

### Національні пам'ятки
- у провулку Грунестег: будинок № 70 (XVIII ст.);
- на площі Калвермаркт: будинки № 4, 7, 10 (усі — XVIII ст.);
- по вулиці Лангестрат: будинки № 2 (XVIII ст.), 10 (2-га пол. XIX ст.), 12, 14, 16 (2-га пол. XVII ст.);
- на набережній Ньїве-Рейн: будинки № 100 (XVIII ст.), 101 (2-га пол. XVII ст.), 103 (XVIII ст.), 104 (кін. XVII ст.), 105 (XVIII ст.), 107 (1-ша пол. XVIII ст.), 108 (1-ша пол. XVII ст.), 109 (XVIII ст.), 110, 111 (1-ша пол. XVII ст.);
- по набережній Оран'єграхт: будинки № 89 (XVIII ст.), 91 (XVII–XVIII ст.), 93 (XVIII ст.), 95, 97 (XVII ст.), 99 (XVIII ст.);
- на набережній Гавенкаде: будинок № 17 (сер. XVIII ст.);
- на набережній Геренґрахт: будинки № 3, 5 (поч. XVIII ст.), 7 (1-ша пол. XVII ст.), 9-11 (XVIII ст.), 13, 15 (2-га пол. XVIII ст.), 17 (сер. XVIII ст.), 21 (1-ша пол. XVIII ст.), 23, 25 (сер. XVIII ст.), 27 (1-ша пол. XVIII ст.), 29 (сер. XVIII ст.), 31 (1-ша пол. XVIII ст.), 33-35 (1886 р.), 37 (сер. XVIII ст.), 41 (поч. XVIII ст.), 43 (1-ша пол. XVIII ст.), 45 (XVII ст.), 49 (2-га пол. XVII ст.), 51 (сер. XVIII ст.), 53 (2-га пол. XVII ст.);
- цвинтар Грунестег;
- міст Зейдсінгелбрюг (XVIII — поч. XIX ст.);
- міст Геренбрюг (бл. 1659 р.);
- міст Вейнбрюг;
- будівля притулку для престарілих на вулиці Карсенмакерсстрат (1827 р.);
- будівля борошномельної фабрики De Sleutels на вулиці Остеркеркстрат (1884 р.)

### Пам'ятки місцевого значення
- у провулку Грунестег: будинки № 59, 61, 63, 65, 72, 78, 80 і 82 (усі — XVII ст.);
- на набережній Зейдсінгел: будинки № 12 (XVIII ст.), 30-32 (1920–1930 рр.);
- на площі Калвермаркт: будинок № 2 (XIX ст.);
- по вулиці Лангестрат: будинки № 20 (XVII ст.), 22 (XIX ст.), 34 (бл. 1850 р.);
- у провулку Поттенбаккерсганг: будинок № 2 (1927 р.);
- на набережній Гавенкаде: будинки № 5 (XIX ст.), 14, 15 (бл. 1922 р.), 18 (бл. 1910 р.);
- на набережній Геренґрахт: будинок № 19 (XIX ст.);
- гоф'є Юффроумаасгоф на площі Калвермаркт (1901 р.);
- гоф'є Катрейн-Якобсдохтерхоф на вулиці Карсенмакерсстрат (1598 р.)

## Урбаноніми
| Назва             | Оригінал (нід.)     | Тип       | Координати                                                               | Походження назви                                                                                                   |
| ----------------- | ------------------- | --------- | ------------------------------------------------------------------------ | --- |
| Бінненостсінгел   | Binnenoostsingel    | набережна | 52°9′37″ пн. ш. 4°30′13″ сх. д. / 52.16028° пн. ш. 4.50361° сх. д.       | Після розширення меж Лейдена у 1644 році тут проходила східна межа міста                                           |
| Вардграхт         | Waardgracht         | набережна | 52°9′29″ пн. ш. 4°30′7″ сх. д. / 52.15806° пн. ш. 4.50194° сх. д.        | |
| Вардкеркплейн     | Waardkerkplein      | площа     | 52°9′33″ пн. ш. 4°30′4″ сх. д. / 52.15917° пн. ш. 4.50111° сх. д.        | На честь протестантської церкви Waardkerk (інша назва — Loodskerk), що існувала у цій місцевості у 1663–1898 роках |
| Вардкеркстег      | Waardkerksteeg      | провулок  | 52°9′30″ пн. ш. 4°30′3″ сх. д. / 52.15833° пн. ш. 4.50083° сх. д.        | На честь протестантської церкви Waardkerk (інша назва — Loodskerk), що існувала у цій місцевості у 1663–1898 роках |
| Грунестег         | Groenesteeg         | провулок  | 52°9′27.5″ пн. ш. 4°30′0.5″ сх. д. / 52.157639° пн. ш. 4.500139° сх. д.  | |
| Зейдсінгел        | Zuidsingel          | набережна | 52°9′36″ пн. ш. 4°30′7″ сх. д. / 52.16000° пн. ш. 4.50194° сх. д.        | Після розширення меж Лейдена у 1644 році тут проходила південно-східна межа міста                                  |
| Інслагстрат       | Inslagstraat        | вулиця    | 52°9′28″ пн. ш. 4°30′9″ сх. д. / 52.15778° пн. ш. 4.50250° сх. д.        | укр. «вулиця піткання» — тут були ткацькі мануфактури                                                              |
| Калвермаркт       | Kalvermarkt         | площа     | 52°9′38″ пн. ш. 4°30′2″ сх. д. / 52.16056° пн. ш. 4.50056° сх. д.        | укр. «ринок телят» — у 1644–1660 роках тут був невеликий ринок худоби                                              |
| Карсенмакерсплейн | Kaarsenmakersplein  | площа     | 52°9′ пн. ш. 4°30′ сх. д. / 52.150° пн. ш. 4.500° сх. д.                 | укр. «площа свічкарів»                                                                                             |
| Карсенмакерсстрат | Kaarsenmakersstraat | вулиця    | 52°9′ пн. ш. 4°30′ сх. д. / 52.150° пн. ш. 4.500° сх. д.                 | укр. «вулиця свічкарів»                                                                                            |
| Кейфграхт         | Kijfgracht          | набережна | 52°9′39″ пн. ш. 4°30′7″ сх. д. / 52.16083° пн. ш. 4.50194° сх. д.        | |
| Корте-Лангестрат  | Korte Langestraat   | вулиця    | 52°9′33″ пн. ш. 4°30′3″ сх. д. / 52.15917° пн. ш. 4.50083° сх. д.        | |
| Лакенплейн        | Lakenplein          | площа     | 52°9′ пн. ш. 4°30′ сх. д. / 52.150° пн. ш. 4.500° сх. д.                 | |
| Лангестрат        | Langestraat         | вулиця    | 52°9′27″ пн. ш. 4°30′1″ сх. д. / 52.15750° пн. ш. 4.50028° сх. д.        | укр. Довга вулиця                                                                                                  |
| Лойєрсплейн       | Looiersplein        | площа     | 52°9′35″ пн. ш. 4°30′11″ сх. д. / 52.15972° пн. ш. 4.50306° сх. д.       | укр. «площа чинбарні» — на честь колишньої чинбарні, що розташовувалася поряд                                      |
| Мінненбруерсграхт | Minnebroersgracht   | набережна | 52°9′38.4″ пн. ш. 4°30′10.7″ сх. д. / 52.160667° пн. ш. 4.502972° сх. д. | На честь монастиря, що існував у цій місцевості у 1445–1572 роках                                                  |
| Міннестрат        | Minnestraat         | вулиця    | 52°9′24″ пн. ш. 4°30′5″ сх. д. / 52.15667° пн. ш. 4.50139° сх. д.        | на честь будинку престарілих, що розташовувався поруч                                                              |
| Ньїве-Вардстрат   | Nieuwe Waardstraat  | вулиця    | 52°9′33″ пн. ш. 4°30′2″ сх. д. / 52.15917° пн. ш. 4.50056° сх. д.        | |
| Ньїве-Рейн        | Nieuwe Rijn         | набережна | 52°9′22.3″ пн. ш. 4°30′01.6″ сх. д. / 52.156194° пн. ш. 4.500444° сх. д. | |
| Оран'єграхт       | Oranjegracht        | набережна | 52°9′29″ пн. ш. 4°30′4″ сх. д. / 52.15806° пн. ш. 4.50111° сх. д.        | на честь Вільгельма III Оранського                                                                                 |
| Остеркерстрат     | Oosterkerkstraat    | вулиця    | 52°9′31″ пн. ш. 4°30′8″ сх. д. / 52.15861° пн. ш. 4.50222° сх. д.        | На честь церкви Oosterkerk, що існувала у цій місцевості у 1898–1978 роках                                         |
| Поттенбаккерсганг | Pottenbakkersgang   | провулок  | 52°9′37.6″ пн. ш. 4°30′08.5″ сх. д. / 52.160444° пн. ш. 4.502361° сх. д. | укр. провулок гончарів                                                                                             |
| Спулстрат         | Spoelstraat         | вулиця    | 52°9′ пн. ш. 4°30′ сх. д. / 52.150° пн. ш. 4.500° сх. д.                 | на честь колишніх текстильних мануфактур (spoel- укр. шпулька, ткацький човник)                                    |
| Схерінгстрат      | Scheringstraat      | вулиця    | 52°9′ пн. ш. 4°30′ сх. д. / 52.150° пн. ш. 4.500° сх. д.                 | укр. «вулиця основи» — тут були ткацькі мануфактури                                                                |
| Таувслагерганг    | Touwslagersgang     | провулок  | 52°9′ пн. ш. 4°30′ сх. д. / 52.150° пн. ш. 4.500° сх. д.                 | укр. «провулок кодольників»                                                                                        |
| Гавенкаде         | Havenkade           | набережна | 52°9′38″ пн. ш. 4°30′4″ сх. д. / 52.16056° пн. ш. 4.50111° сх. д.        | на честь міської гавані                                                                                            |
| Геренґрахт        | Herengracht         | набережна | 52°9′ пн. ш. 4°30′ сх. д. / 52.150° пн. ш. 4.500° сх. д.                 | |